# Tác dụng phụ
Trong y học, một tác dụng phụ là một tác dụng, cho dù điều trị hay bất lợi, đó là thứ yếu so với dự định; Mặc dù thuật ngữ này chủ yếu được sử dụng để mô tả các tác dụng phụ, nó cũng có thể áp dụng cho các hậu quả có lợi, nhưng ngoài ý muốn của việc sử dụng thuốc. Phát triển thuốc là một quá trình phức tạp, bởi vì không có hai người giống hệt nhau, vì vậy ngay cả những loại thuốc hầu như không có tác dụng phụ, có thể khó khăn đối với một số người. Ngoài ra, rất khó để tạo ra một loại thuốc nhắm vào một bộ phận của cơ thể nhưng điều đó không ảnh hưởng đến các bộ phận khác, thực tế là làm tăng nguy cơ tác dụng phụ ở những bộ phận không được nhắm mục tiêu điều trị.
Đôi khi, thuốc kê đơn hoặc các thủ tục được thực hiện đặc biệt cho tác dụng phụ của chúng; trong trường hợp đó, tác dụng phụ đã nói không còn là tác dụng phụ, và giờ là tác dụng chính. Ví dụ, tia X trong lịch sử (và hiện tại) được sử dụng như một kỹ thuật hình ảnh; việc phát hiện ra khả năng gây ung thư của chúng đã dẫn đến việc chúng được sử dụng trong phương pháp xạ trị (cắt bỏ khối u ác tính).

## Tần suất tác dụng phụ
Xác suất hoặc cơ hội gặp phải tác dụng phụ được đặc trưng là:
- Rất phổ biến, ≥ 1⁄10
- Phổ biến (thường xuyên), 1⁄10 đến 1⁄100
- Không phổ biến (không thường xuyên), 1⁄100 đến 1⁄1000
- Hiếm, 1⁄1000 đến 1⁄10000
- Rất hiếm, <1⁄10000

## Ví dụ về tác dụng phụ khi điều trị

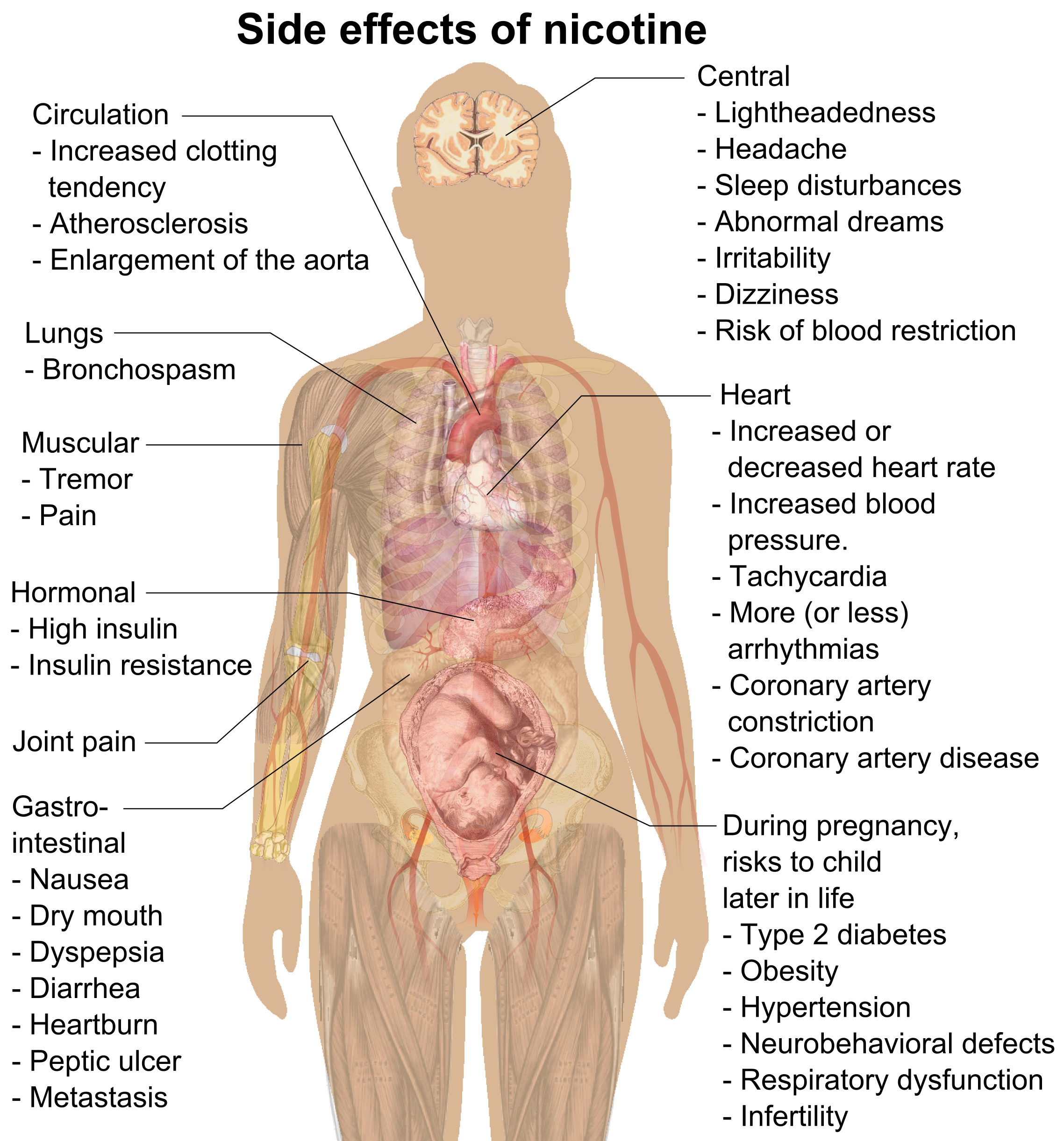
Tác dụng phụ có thể có của nicotine

Bevacizumab (Avastin), được sử dụng để làm chậm sự phát triển của các mạch máu, đã được sử dụng để chống thoái hóa điểm vàng liên quan đến tuổi khô, cũng như phù hoàng điểm từ các bệnh như bệnh võng mạc tiểu đường và tắc tĩnh mạch võng mạc trung tâm.
Buprenorphin đã được chứng minh bằng thực nghiệm (1982101995) có hiệu quả chống trầm cảm nặng, khó chữa.
Bupropion (Wellbutrin), một chất chống trầm cảm, cũng được sử dụng như một chất hỗ trợ cai thuốc lá; chỉ định này sau đó đã được phê duyệt và tên của sản phẩm cai thuốc lá là Zyban. Ở Ontario, Canada, thuốc cai thuốc lá không nằm trong kế hoạch thuốc của tỉnh; ở những nơi khác, Zyban có giá cao hơn Wellbutrin, mặc dù là cùng một loại thuốc. Do đó, một số bác sĩ kê toa Wellbutrin cho cả hai chỉ định.
Carbamazepine là một phương pháp điều trị đã được phê duyệt cho rối loạn lưỡng cực và động kinh, nhưng nó có tác dụng phụ hữu ích trong điều trị rối loạn tăng động giảm chú ý (ADHD), tâm thần phân liệt, hội chứng chân tay ảo, rối loạn đau thần kinh tọa, rối loạn thần kinh cơ.
Dexamethasone và betamethasone trong chuyển dạ sớm, để tăng cường sự trưởng thành phổi của thai nhi.